# Pablo Thiam
Pablo Demba Thiam (Conakry, 3 gennaio 1974) è un ex calciatore guineano, con passaporto tedesco, di ruolo centrocampista.

## Carriera

### Club
Ha giocato con vari club della prima divisione tedesca, per complessive 311 presenze e 23 reti in carriera in tale campionato; ha inoltre giocato 5 partite in Champions League (una nei turni preliminari e 4 nella fase finale), una partita in Coppa Intercontinentale, una partita in Supercoppa UEFA, 9 partite in Coppa UEFA e 27 partite (con anche 3 gol segnati) in Coppa Intertoto UEFA.

### Nazionale
Ha partecipato a tre edizioni della Coppa d'Africa (1994, 1998 e 2006) e, più in generale, ha totalizzato complessivamente 27 presenze e 2 reti nella nazionale guineana tra il 1994 ed il 2007.

## Palmarès

### Club

#### Competizioni internazionali
- Coppa Intertoto UEFA: 1

Stoccarda: 2000
- Coppa Intercontinentale: 1

Bayern Monaco: 2001